# Agenesia del corpo calloso
Per agenesia del corpo calloso (nota con la sigla inglese AgCC) in campo medico si intende un disordine congenito dove vengono a mancare i ponti di collegamento fra i due emisferi dell'encefalo dell'individuo.
Il corpo calloso è formato dal rostro, corpo (o tronco), splenio e genu, e la parte che viene a mancare in questo disordine è solitamente il rostro, che è l'ultimo che si forma embriologicamente, mentre il genu, che per primo si forma, sarà presente.
Si associa a elevazione del terzo ventricolo, per la mancanza del suo tetto, il corpo calloso appunto, e a anomalie dei ventricoli laterali, che mancheranno della loro forma a "corno" e saranno paralleli. Questa patologia viene annoverata tra i difetti della chiusura del tubo neurale.

## Epidemiologia
L'agenesia è la più frequente malformazione dell'encefalo, la sua incidenza si attesta intorno al 0,7 - 1% (quindi meno di una persona ogni 100 individui, ma il dato è sicuramente sottostimato per la presenza di individui asintomatici, soprattutto nella forma parziale), non mostra preferenza per quanto riguarda i sessi.

## Patologie associate
All'agenesia del corpo calloso si accompagna spesso anche la spina bifida, nel senso che chi è soggetto alla spina bifida è molto probabilmente anche privo del corpo calloso.

## Sintomatologia
Fra i vari disturbi che mostrano i pazienti affetti da tale anomalia si riscontrano difficoltà nell'apprendimento del linguaggio e disturbi motori.

## Esami
Per una corretta diagnosi si necessita di una risonanza magnetica.

## Prognosi
La prognosi dipende dalla sintomatologia e dalla gravità della deformazione.